# Solljus

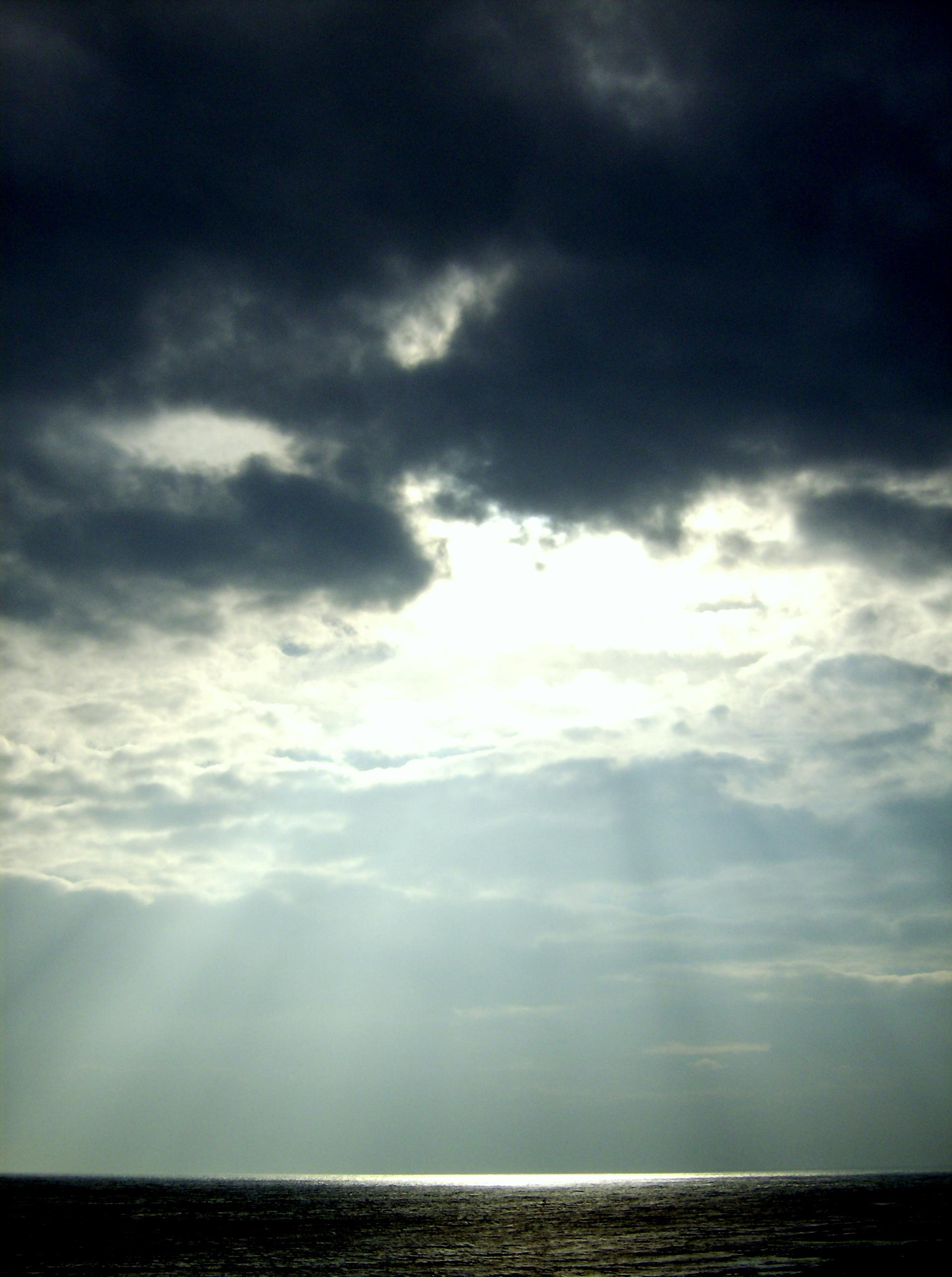
Solljuset når jorden och lyser genom molnen, vilket skapar skuggstrålar.

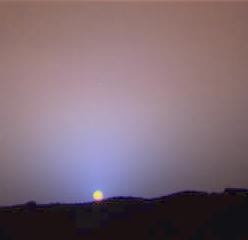
Solljus på Mars, fotografi taget av Mars Pathfinder.

Solljus eller solsken är det stjärnljus som kommer från solen. På jorden filtreras solljus då det når atmosfären och är synligt som dagsljus då solen syns ovan horisonten. Det tar cirka 8,3 minuter för solljuset att från solytan nå jorden. För en foton inuti solkärnan, som ändrar riktning varje gång den stöter på en laddad partikel, tar det mellan 10 000 och 170 000 år att nå solytan.
På ett helt år har solen lyst lika mycket över hela jordens yttre atmosfär, dock vid olika tillfällen och med olika vinkel beroende på breddgrad.

## Kulturell påverkan

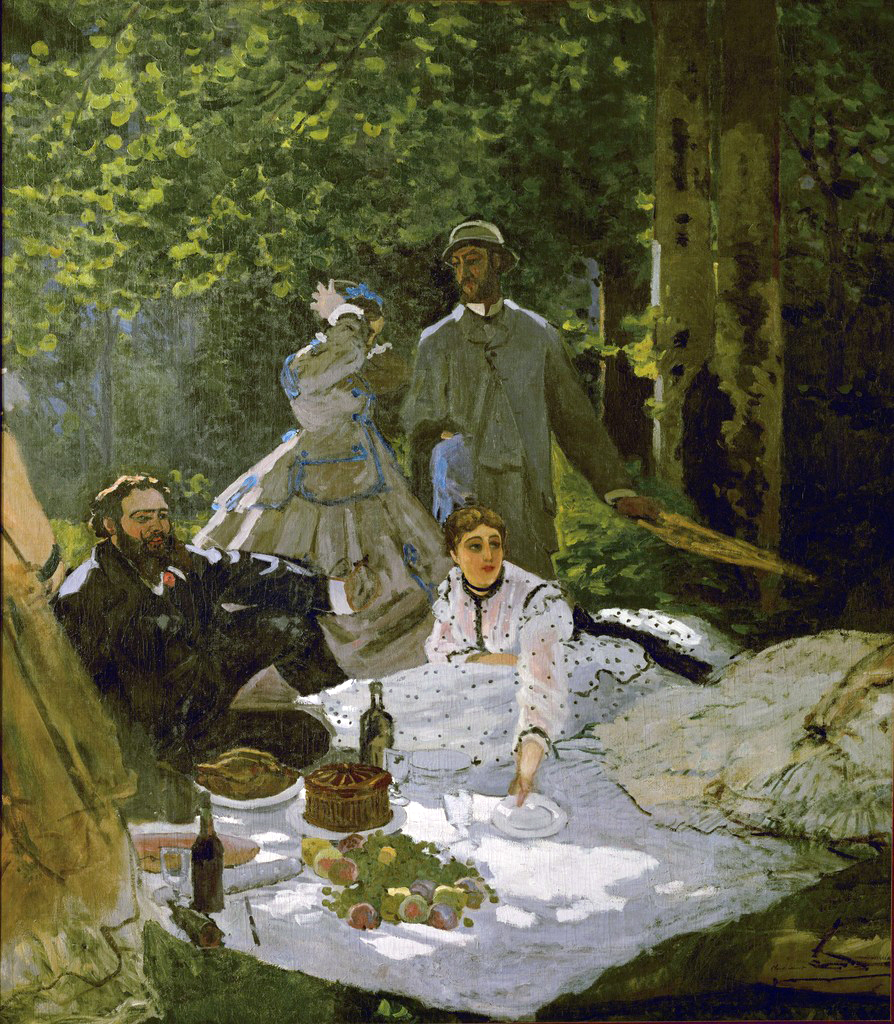
Claude Monet: Le déjeuner sur l'herbe

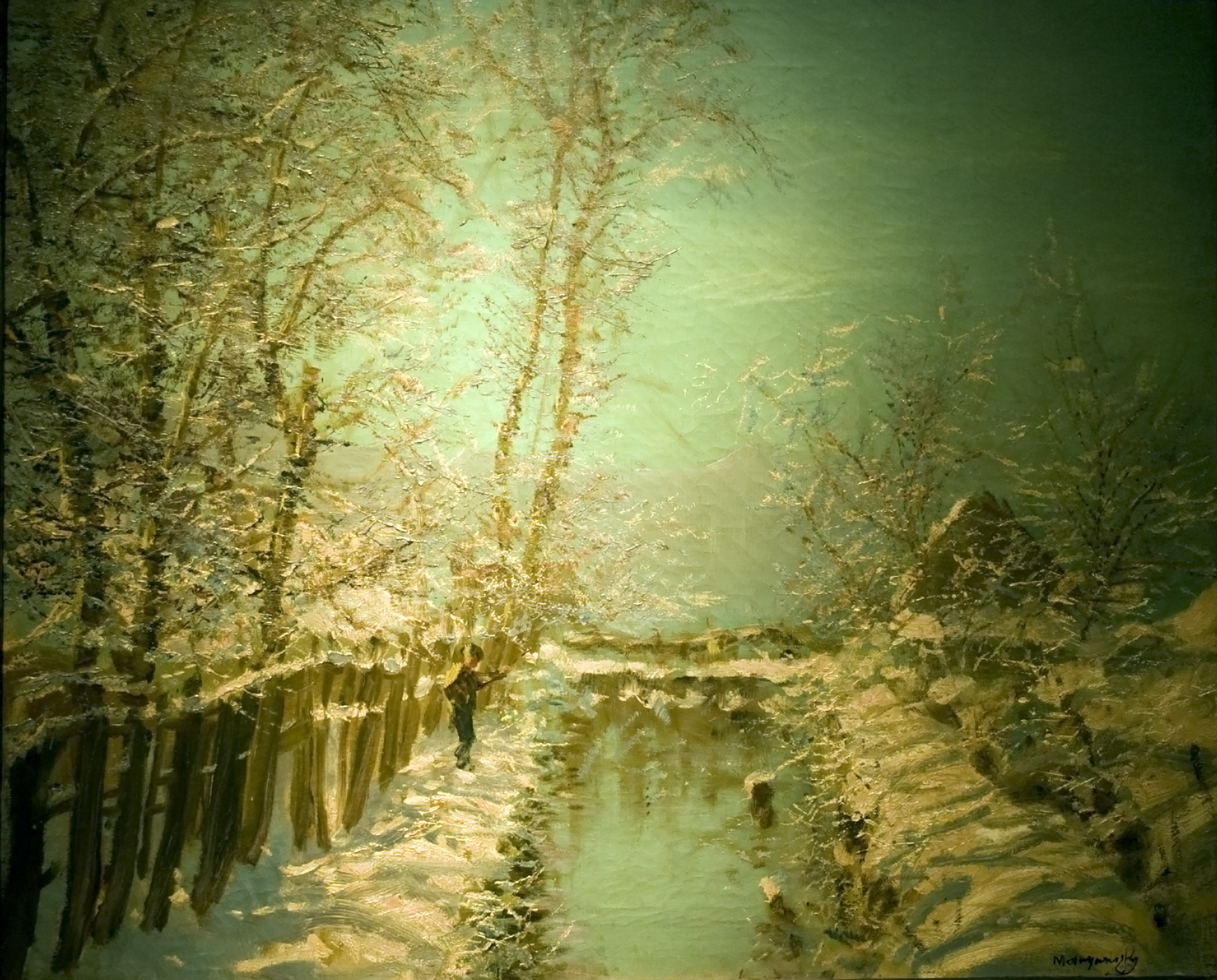
Solsken vintertid.

Solljuset har spelat en viktig roll för människan och påverkat flera olika områden, från konst till rekreation, hälsa och semestrande.

### Fotnoter
1. ↑  ”NASA: The 8-minute travel time to Earth by sunlight hides a thousand-year journey that actually began in the core”. NASA, sunearthday.nasa.gov. Arkiverad från originalet den 15 maj 2009. https://web.archive.org/web/20090515085541/http://sunearthday.nasa.gov/2007/locations/ttt_sunlight.php. Läst 20 september 2014.